# 9 août 1995
Le mercredi 9 août 1995 est le 221e jour de l'année 1995.

## Naissances
- Daria Dmitrieva, joueuse internationale russe de handball
- Justice Smith, acteur américain

## Décès
- Dick Rosmini (né le 4 octobre 1936), musicien américain
- Jerry García (né le 1er août 1942), musicien américain membre des Grateful Dead
- Ned Rival (né le 26 mars 1924), écrivain français

## Événements
- Publication de Feel Like Dance
- Publication de Gangsta's Paradise (chanson)
- Publication de The Woman in Me (Needs the Man in You)